# Adrian Senin
Adrian Senin (n. 27 august 1979, Constanța, România) este un fotbalist român retras din activitate. S-a consacrat la Farul Constanța, unde a evoluat opt sezoane. A evoluat și la Unirea Urziceni.